# Bomaanslag in Milaan op 12 december 1969
De bomaanslag op de Piazza Fontana op 12 december 1969 was een grote terroristische aanslag in het naoorlogse Italië. Omstreeks 16:37 uur ontplofte een bom voor de hoofdzetel van de Banca Nazionale dell'Agricoltura in Milaan. Zeventien mensen werden gedood en achtentachtig werden zwaargewond. Diezelfde middag ontploften nog drie bommen in Rome en Milaan. Tussen 1968 en 1974 werden in Italië 140 aanslagen uitgevoerd, waarvan deze een van de bloedigste was. Het waren jaren van grote sociale onrust en politieke onzekerheid, in het Italiaans werd dit tijdperk de anni di piombo, oftewel de loden jaren genoemd.
De aanslag werd initieel toegeschreven aan anarchisten. Tachtig personen werden gearresteerd en een verdachte, Giusseppe Pinnelli, overleed nadat hij onder verdachte omstandigheden van de vierde verdieping van een politiebureau viel. Commissaris Luigi Calabresi werd voor de dood verantwoordelijk gehouden, maar het onderzoek leidde tot zijn vrijlating. Op 17 mei 1972 werd Calabresi het slachtoffer van een moord waarvoor jaren later Adriano Sofri zou worden veroordeeld. Sofri was lid van de extreemlinkse organisatie Lotta Continua.
Het neofascistische Ordine Nuovo ("Nieuwe Orde") werd later beschuldigd van de aanslag. Er werd gesuggereerd dat zij het publiek wilden laten geloven dat de aanslag onderdeel was van een communistische opstand. Na tal van studies en rechtszaken kwam het niet tot een veroordeling.